# Isturgia fumata
Isturgia fumata là một loài bướm đêm trong họ Geometridae.